# Weekdieren
De weekdieren of mollusken (Mollusca) vormen een stam van ongewervelde dieren met een week lichaam en in de regel een uitwendig kalkskelet (schelp). Het is na de geleedpotigen de stam met de meeste soorten, waarbij in 2019 schattingen uitgingen van ongeveer 50.000 tot 55.000 zee-, 25.000 tot 30.000 land- en 6000 tot 7000 zoetwaterweekdieren. Het aantal fossiele soorten is minder nauwkeurig en loopt uiteen van 60.000 tot meer dan 100.000 soorten. De wetenschap die zich bezighoudt met weekdieren heet de malacologie.
Weekdieren kennen een grote morfologische verscheidenheid en zijn onderverdeeld in acht klassen, waarvan de bekendste de slakken (Gastropoda), de tweekleppigen (Bivalvia) en de inktvissen (Cephalopoda) zijn. Er zijn grote verschillen in anatomie, gedrag en habitat, maar de weekdieren hebben een aantal kenmerken gemeen, zoals de bouw van het zenuwstelsel, de open bloedsomloop en de ontwikkeling van het embryo.
Er zijn veel aanwijzingen voor het feit dat de slakken, inktvissen en bivalven ontstaan zijn gedurende het Cambrium, 541 tot 485,4 miljoen jaar geleden. Weekdieren zijn volgens de huidige inzichten geëvolueerd uit voorouderlijke lophotrochozoa.
Een aantal weekdieren wordt ook wel schelpdieren genoemd. Dit zijn onder andere de mossel, kokkel, oester, slak, inktvis en de sint-jacobsschelp.

## Anatomie

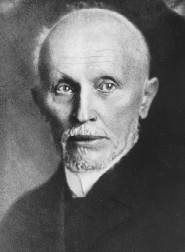
Johannes Thiele, een belangrijk Duits malacoloog

Het lichaam bestaat grofweg uit drie delen: de voet, de organen, een mantel en meestal ook een schelp die een product is van de mantel van het weekdier.

### Mantel
De mantel fungeert als een soort huid, maar vervult afhankelijk van de groep van weekdieren verschillende functies.
In de mantel zit de mantelholte die een belangrijke rol speelt bij de ademhaling. Bij veel soorten bevat deze kamvormige kieuwen – bladkieuwen (ctenidia). Ademhaling vindt plaats met ciliën die het water langs de kieuwen voeren. Longslakken hebben een long die bestaat uit bloedvaten in de mantel.
De mantel dient daarnaast als bescherming door de slijmcellen en speelt een grote rol bij de voortbeweging bij slakken. De mantel produceert het skelet bij vrijwel alle weekdieren en zorgt voor de opname van voedsel bij tweekleppigen. Bij sommige weekdieren wordt de mantel ook gebruikt voor de voortbeweging, maar veel soorten verplaatsen zich met de voet.

### Circulatie
De meeste weekdieren hebben een open circulatie, afgezien van inktvissen die een gesloten circulatie hebben. Het onderscheid tussen een open en gesloten circulatie is echter niet altijd eenduidig. Zo heeft de wijngaardslak (Helix pomatia) een fijn netwerk van met endotheel beklede haarvaten in de hersenzenuwknopen. De vasculaire weerstand kan een indicatie zijn, waarbij hogere waardes verwacht kunnen worden bij een meer gesloten systeem. Bij Haliotis corrugata en de alikruik (Littorina littorea) en de wijngaardslak ligt deze echter aanmerkelijk hoger dan bij zoogdieren. In combinatie met een relatief lage bloeddruk is de circulatietijd wel zeer lang. Bij Helix is deze druk hoger, wat een indicatie kan zijn van een geslotener systeem dan bij zeeslakken. Daarnaast is het bloedvolume in een open circulatie groter, wat bij veel tweekleppigen en slakken het geval is. Bij de longslakken Arion en Achatina is dit volume lager, zodat zij mogelijk een geslotener systeem hebben.

### Schelp
Aan de buitenzijde van de mantel zijn cellen aanwezig die bij de meeste soorten een hard pantser aanmaken. Deze schelp bestaat bij de meeste weekdieren uit drie lagen:
- Het periostracum is een zachte buitenlaag, een soort huid en de reden dat schelpen er levend niet zo mooi uitzien als wanneer ze zijn bewerkt.
- De belangrijkste beschermende laag bestaat uit kalk (CaCO3 met als verschijningsvormen calciet en aragoniet).
- Gewoonlijk is er ook een zeer dunne derde laag aan de binnenzijde, de parelmoerlaag.

De schelp is een weliswaar harde maar toch flexibele behuizing die groter wordt naarmate het dier groeit. Door de relatief hoge massa is de schelp ook een zware last die veel soorten traag maakt, omdat de schelp moet worden meegezeuld. Er zijn hierdoor maar weinig echt schelpdragende soorten die erg groot worden, de meeste soorten blijven ruim onder de tien centimeter. Een uitzondering zijn enkele tropische soorten en de kroon spant de tot honderden kilo's zware en anderhalve meter lange doopvontschelp (Tridacna gigas). Deze soort verblijft echter het grootste deel van zijn leven op een plek, omdat de schelp na enige tijd te zwaar wordt om te verplaatsen. Alleen soorten met een zeer kleine of geen schelp kunnen nog groter worden, zoals een aantal octopussen. Bij veel soorten is de schelpvorm uniek en daarmee een belangrijke determinatiesleutel; weekdieren zijn vanwege hun waterige lijf moeilijk te conserveren en het lichaam gaat altijd verloren na de dood van het dier in de natuur.
De schelpvormen kunnen binnen een groep ook sterk verschillen, waardoor verwarring mogelijk is. Veel slakken hebben bijvoorbeeld een gedraaid huisje, maar er zijn ook soorten met een platter huis zonder windingen. Inktvissen zijn ontstaan uit weekdieren met een gedraaid, slakachtig huisje, terwijl ze er verder totaal niet op lijken. Niet alleen het uiterlijk van de schelp maar ook het aantal beschermende schelpen per dier verschilt enigszins per groep. Slakken en de gelijkende mutsdragers (Monoplacophora) hebben bijvoorbeeld maar een schelpdeel, schelpdieren of tweekleppigen hebben er twee, keverslakken (die niet tot de slakken behoren) hebben acht beschermingsplaten aan de bovenzijde. Tandschelpen hebben een langwerpig, toelopend huisje dat lijkt op een snijtand. Sommige groepen echter, zoals een aantal naaktslakken en de plaatloze stekelweekdieren hebben helemaal geen schelp, soorten uit de laatste groep lijken overigens meer op wormen maar zijn niet verwant. Ook bij de inktvissen is, op de nautilussen na, op het eerste gezicht geen schelp te zien, deze is echter inwendig wel aanwezig.
Weekdieren zonder uitwendige schelp zijn erg gevoelig voor veranderingen in vochtigheid en temperatuur omdat ze hun weke lichaam niet kunnen beschermen. Op het land levende naaktslakken komen dan ook alleen 's nachts tevoorschijn of bij zeer vochtige weersomstandigheden. Maar ook een schelp biedt niet altijd voldoende bescherming tegen weersomstandigheden en predatoren. Veel weekdieren hebben daarom een zeer verborgen levenswijze en leven vrijwel uitsluitend ingegraven in de bodem van de zee.

## De term schelp
Met de term schelp of schelpensoort wordt in het algemene spraakgebruik doorgaans alleen de schelp van een tweekleppige bedoeld. In de malacologie heeft deze term echter een bredere betekenis en wel in de zin van skelet van een molluskensoort. Dat skelet kan kalkig, maar ook hoornachtig zijn. Een slakkenhuis is de schelp van een slak. Bij een inktvis kan de term zowel betrekking hebben op de uitwendige schelp van de Nautilus als op het inwendige skelet van een zeekat (kalkig) of een pijlinktvis (hoornachtig).

## Voeding

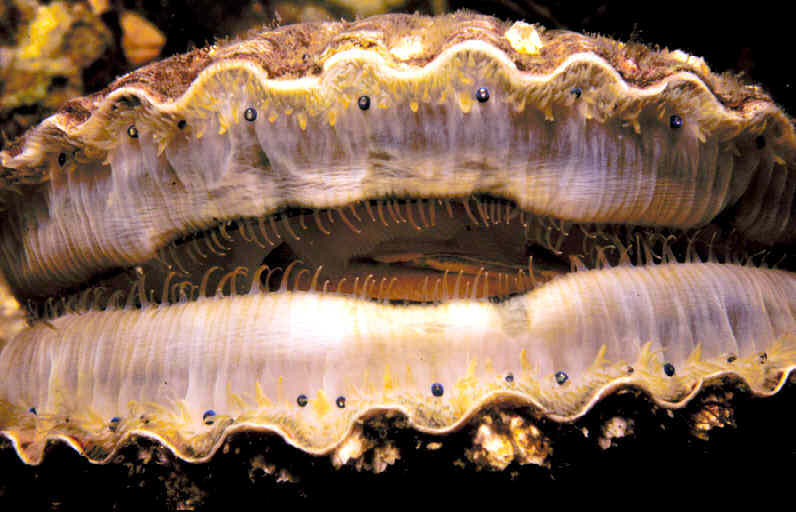
De vele ogen van een tweekleppige uit de familie Pectinidae

Om te eten hebben de slakken en keverslakken een schaafachtig orgaan, genaamd de rasptong of radula. Deze bestaat uit vele rijen microscopische maar vlijmscherpe tandjes, de vorm is aangepast aan het voedsel. Hiermee worden laagjes van het voedsel geschraapt. Sommige slakken zijn carnivoor. Er zijn zeeslakken die jagen op levende prooien en gaatjes boren in de prooi, bijvoorbeeld tweekleppigen, en daarna de inhoud leegzuigen. De tweekleppigen hebben geen rasptong, veel soorten leven ingegraven in de bodem en filteren het voedsel uit het water. Grotere inktvissen hebben een scherpe, snavelachtige bek om de prooi te proportioneren.

## Levenswijze
Weekdieren zijn koudbloedig; ze produceren zelf geen warmte en hebben dezelfde temperatuur als hun omgeving. Veel soorten zijn gevoelig voor veranderingen in zoutgehalte, vochtigheid en temperatuur, en wapenen zich door een laagje slijm aan te maken. Als een levend exemplaar wordt aangeraakt voelt deze dan ook nat, slijmerig en koud aan. Andere kenmerken zijn dat veel soorten tweeslachtig zijn, en bij in zee levende soorten vindt vaak geen copulatie plaats maar worden de ei- en zaadcellen simpelweg uitgestoten en verspreid door de zeestroming. De meeste weekdieren die in zee leven hebben meestal een levensstadium genaamd trochofoor, dit is een in het water levend en vrijzwemmend larvestadium dat vaak tot het zoöplankton behoort.
Mollusken zijn voornamelijk zeebewoners. Uit twee groepen hebben zich soorten aangepast aan een leven in het zoete water (tweekleppigen en slakken) terwijl alleen een klein deel van de slakken het water verlaten heeft en landbewoner is geworden. Onder die laatste bevinden zich zelfs soorten die het onder de droogste omstandigheden in woestijnen nog uithouden.

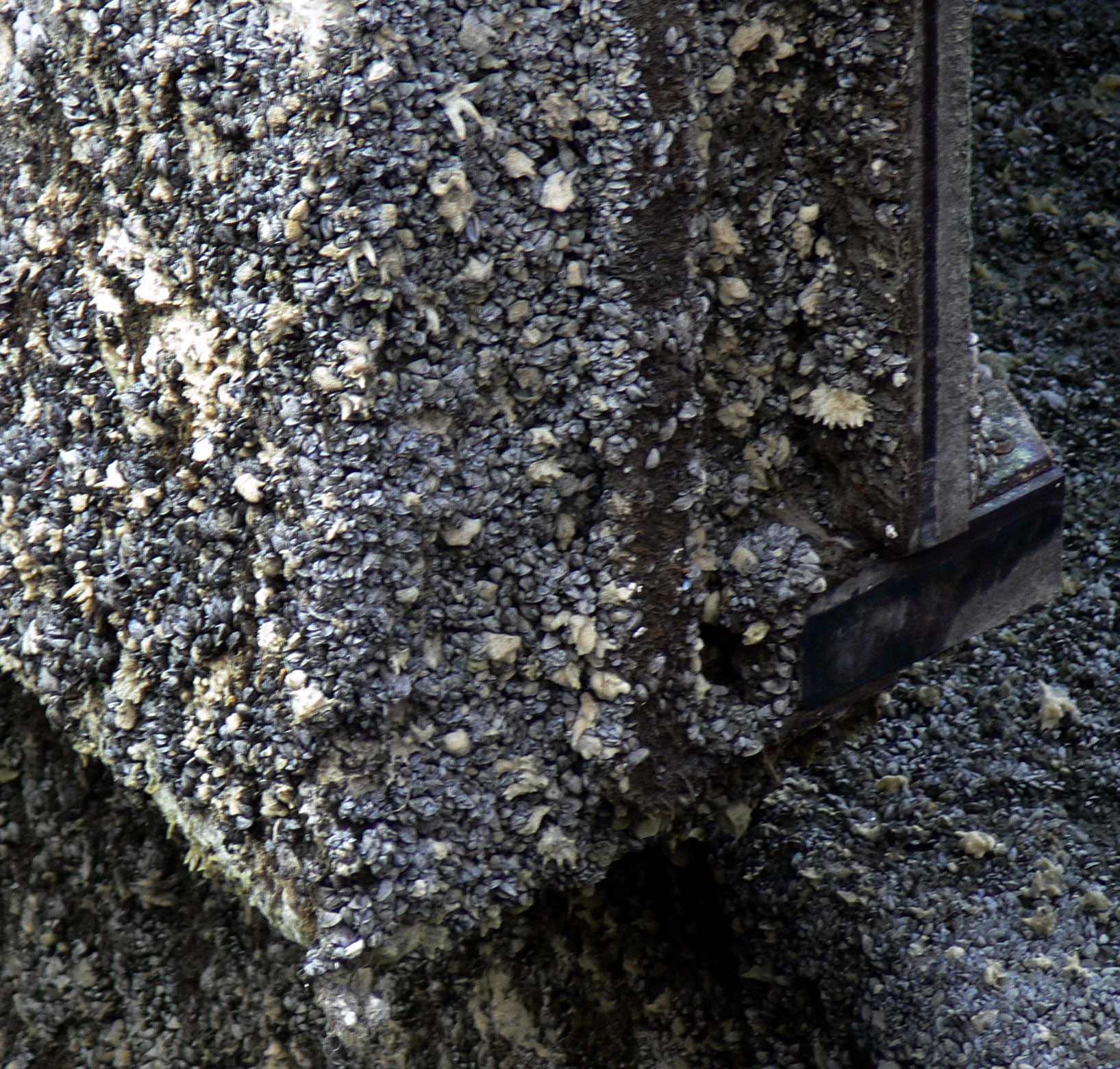
Een fragment van een kanaalsluis in Noord-Frankrijk, bedekt met zebramosselen

## Bedreigingen
Met een aantal soorten weekdieren gaat het niet goed, er zijn honderden soorten die recentelijk zijn uitgestorven. De oorzaken van de afname van verschillende soorten zijn velerlei,  bijvoorbeeld het op grote schaal verzamelen als kunstobject, overbevissing,  concurrentie met andere soorten, het vernietigen van het leefgebied of vervuiling. Ook in de Noordzee ging het bergafwaarts met bepaalde soorten, omdat chemicaliën, zoals giftige anti-aanslagmiddelen die op zeeschepen wordt aangebracht om algen te weren, onder andere de hormoonhuishouding van slakken als de wulk en de purperslak verstoorden waardoor ze seksuele afwijkingen ontwikkelden. Een aantal van deze stoffen is inmiddels verboden. Omdat weekdieren niet beschouwd worden als aaibare dieren, is er veel minder over bekend dan andere dieren, wat zijn weerslag heeft op de inventarisatie en bescherming van bedreigde soorten.

## Taxonomie
De volgende klassen zijn ingedeeld bij de weekdieren:
- Klasse Bivalvia (Tweekleppigen) - ongeveer 15.000 soorten
- Klasse Caudofoveata (Schildvoetigen) - ongeveer 150 soorten
- Klasse Cephalopoda (Inktvissen of koppotigen) - ongeveer 750 soorten
- Klasse  † Cricoconarida
- Klasse Gastropoda (Slakken of buikpotigen) - ongeveer 90.000 soorten
- Klasse Monoplacophora (Mutsdragers) - ongeveer 20 soorten
- Klasse Polyplacophora (Keverslakken) - 800 tot 1000 soorten
- Klasse  † Rostroconchia
- Klasse Scaphopoda (Tandschelpen of stoottanden) - ongeveer 350 soorten
- Klasse Solenogastres (Wormmollusken)
- Mollusca incertae sedis

## Relatie met de mens
Verscheidene weekdiersoorten worden gebruikt door de mens. Verschillende soorten tweekleppigen, inktvissen en slakken worden gegeten zoals de pijlinktvis, oester en de mossel Mytilus edulis. Andere soorten dienen ter decoratie (bijvoorbeeld als parels of dien(d)en als betaalmiddel zoals de kauri. Ook worden schelpen in de bouw  gebruikt, bijvoorbeeld voor wegverharding en warmte-isolatie.

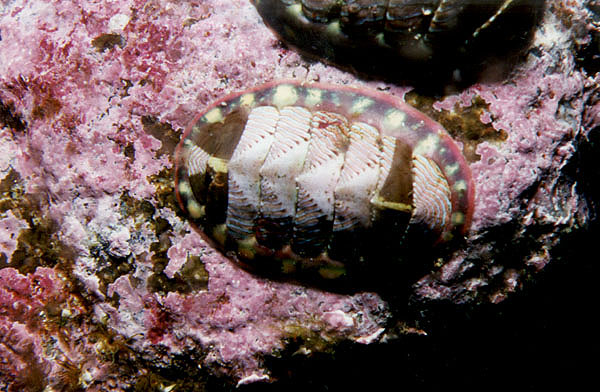
Een keverslak schraapt voedsel van de rotsen.
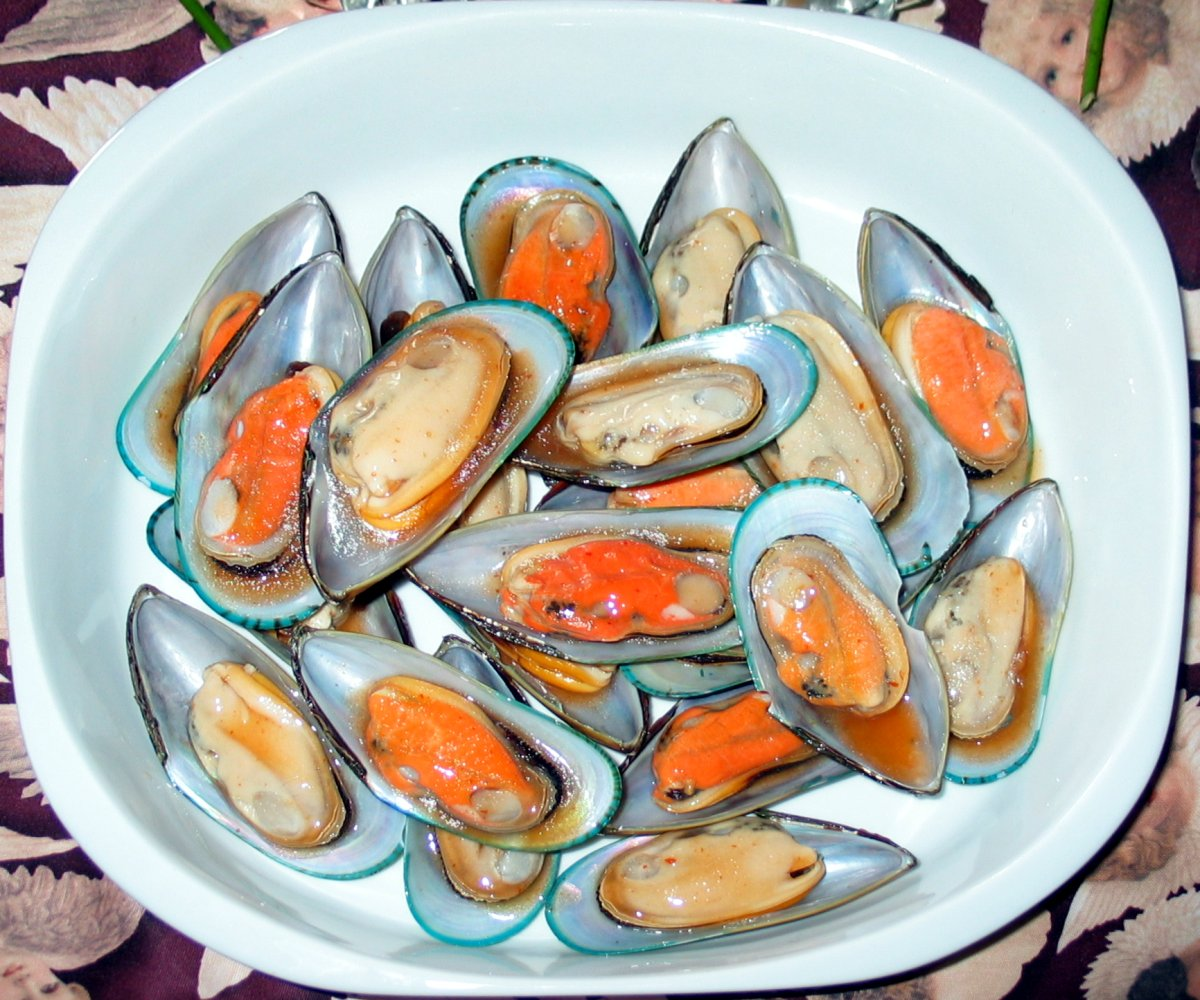
Mosselen zijn bekende tweekleppigen.
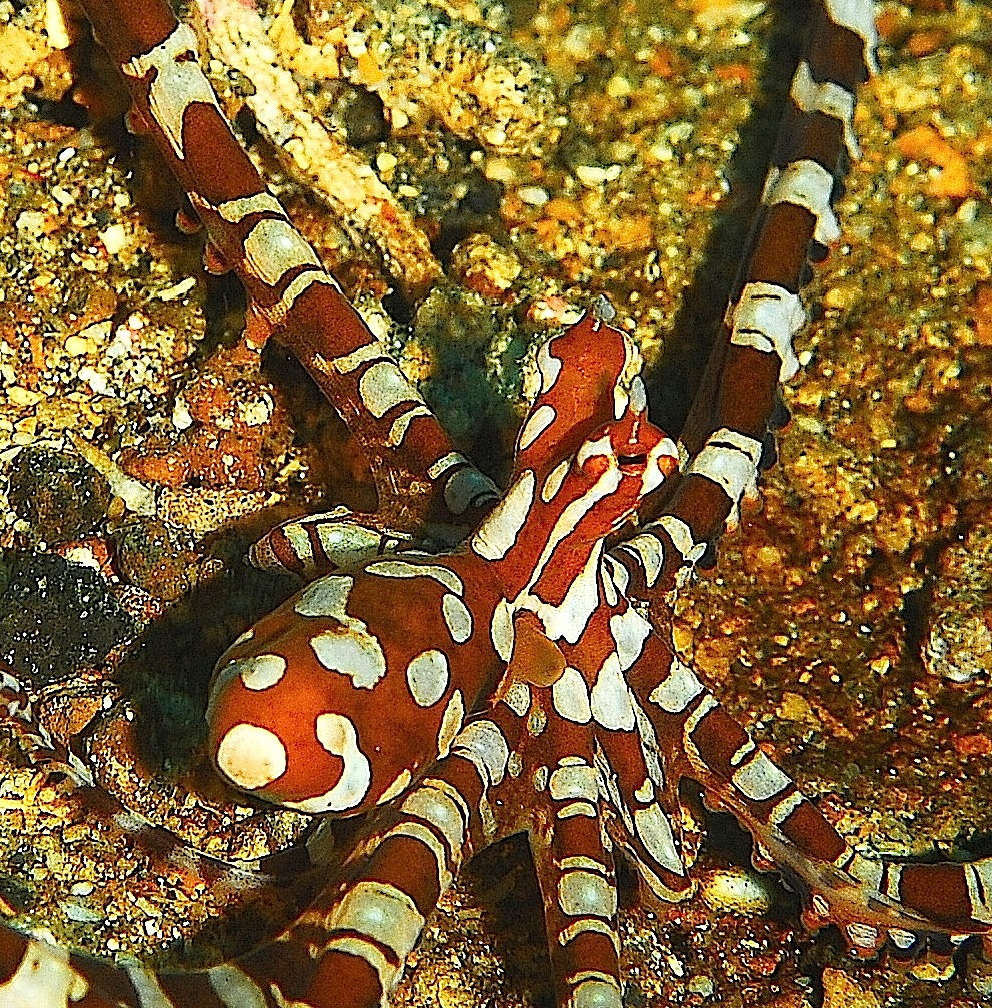
Inktvissen zijn zeer ontwikkelde weekdieren.
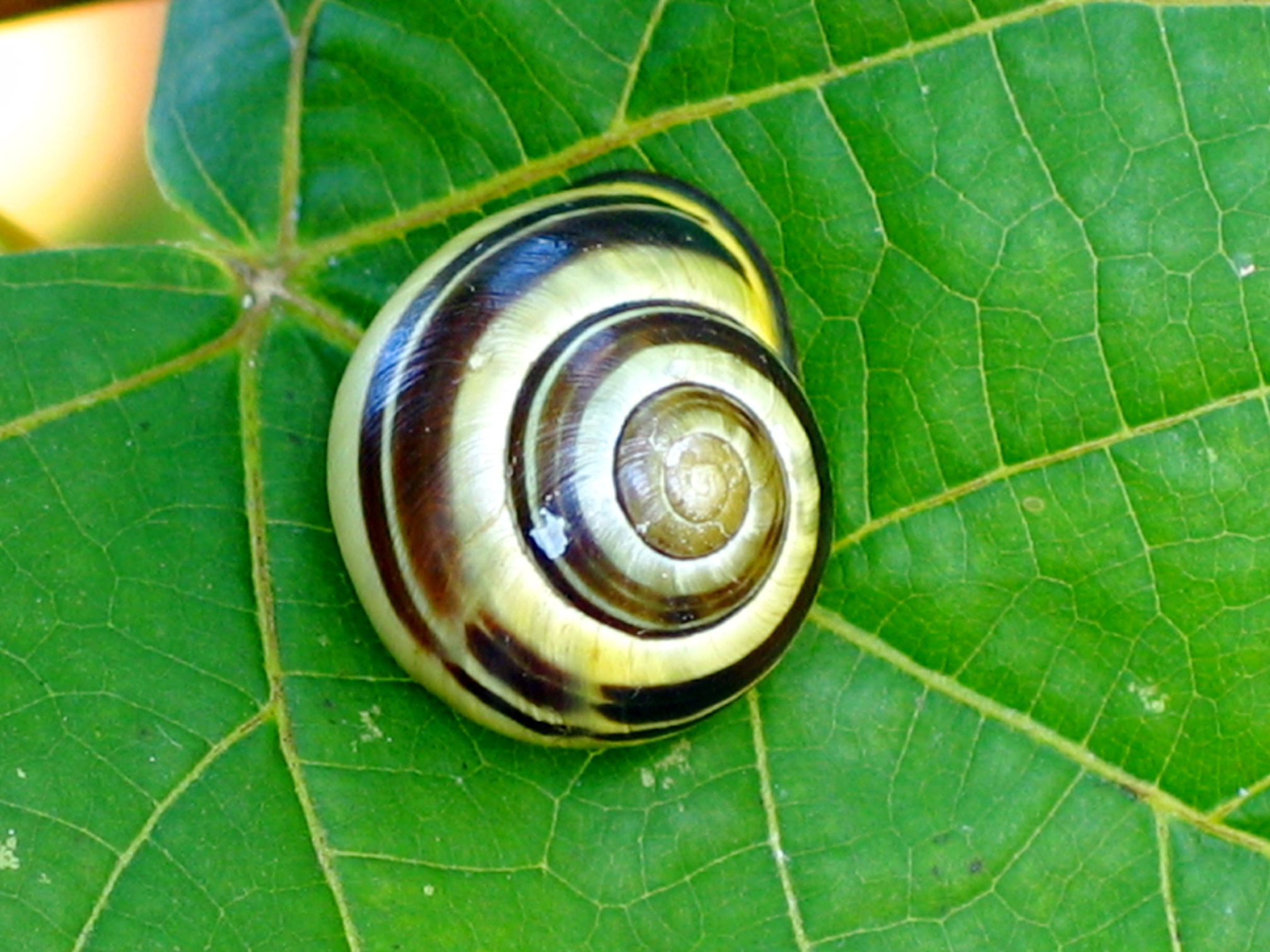
De witgerande tuinslak is een van de bekendste slakken.
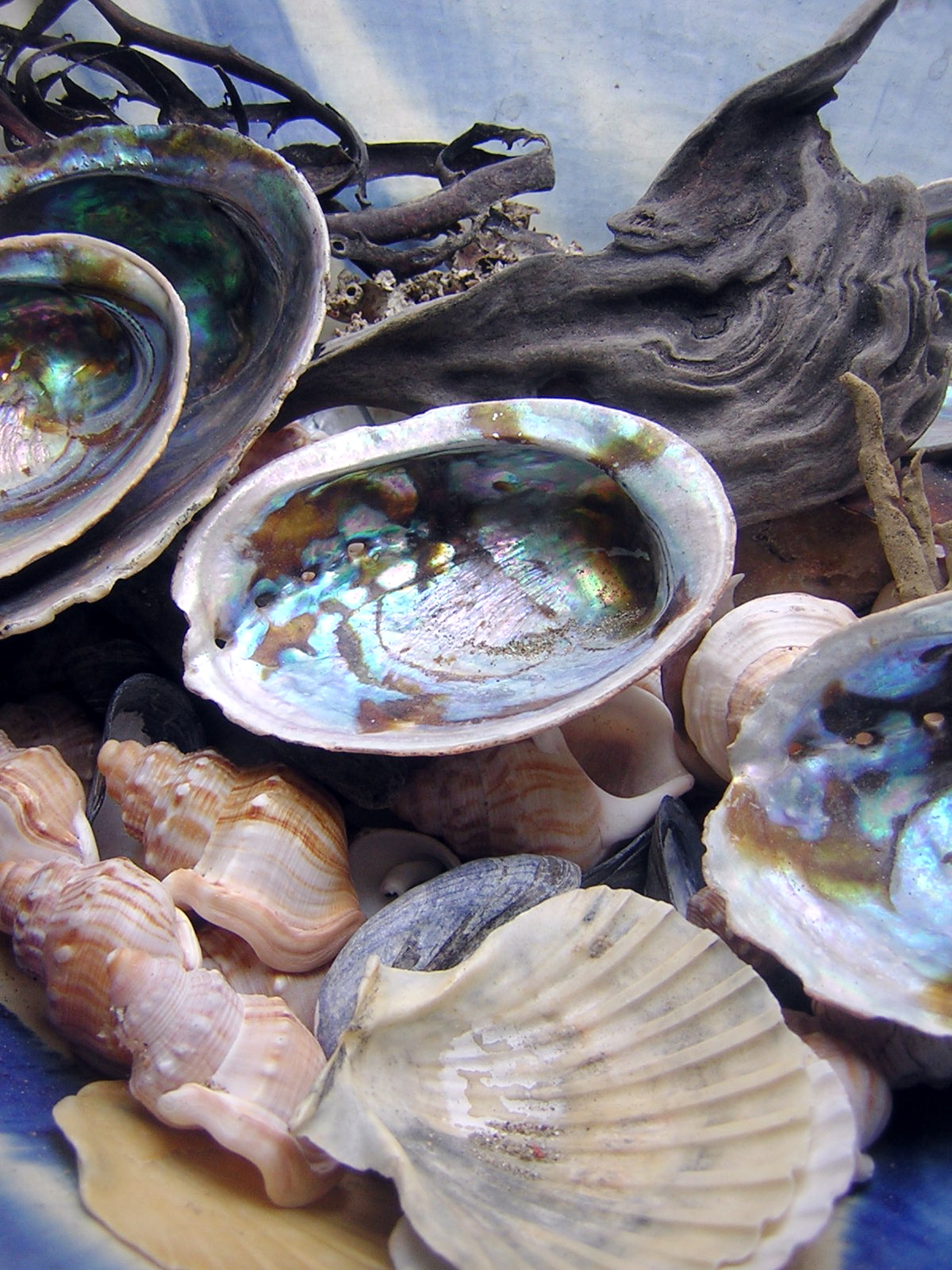
Bewerkte schelpen worden als decoratie gebruikt.
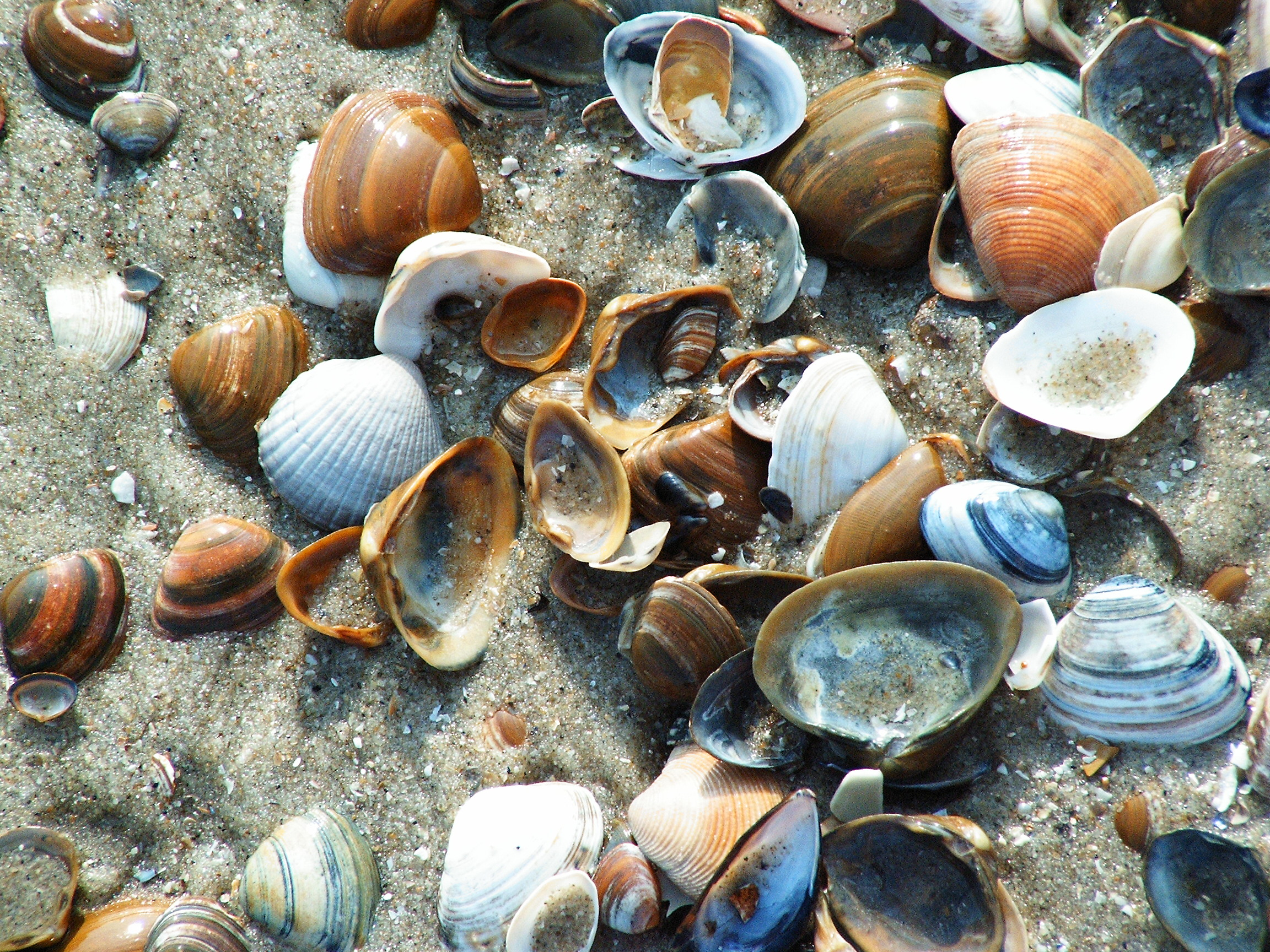
Verschillende strandschelpen